# Серпантин (фильм)
«Серпантин» — немой короткометражный фильм Макса Складановского. Премьера состоялась в Германии 1 ноября 1895 года.
«Серпантин», вместе с другими фильмами Складановского, показывались через bioscop"; они были первыми в Европе платными кинопоказами. Использовалась обратная проекция; экран смачивался для повышения его прозрачности. Оригинальную музыку к девяти фильмам написал Герман Крюгер. Титры фильмов проецировались с помощью «волшебного фонаря». Фильм (как и другие фильмы Складановского) длился около шести секунд, но повторялся несколько раз.

## В ролях
- Анцеона — танцовщица

## Сюжет
Юная девушка танцует серпантин в костюме бабочки.